# Sulphide Lake
Der Sulphide Lake ist ein Gletscherrandsee im North Cascades National Park im US-Bundesstaat Washington. Der Sulphide Lake liegt in einem Kar am Südosthang des Mount Shuksan bei 48° 48′ 17″ N, 121° 35′ 2″ W. Mehrere große Kaskaden stürzen aus mehr als 1.000 ft (ca. 300 m) Höhe in den Sulphide Lake einschließlich der Sulphide Basin Falls, welche vom Schmelzwasserabfluss des Sulphide-Gletschers stammen. Nachdem der Sulphide Creek den Sulphide Lake verlassen hat, stürzt er über mindestens 2.000 ft (ca. 600 m) über eine Serie von Sulphide Creek Falls genannten Kaskaden abwärts, welche zu den höchsten Wasserfällen der Vereinigten Staaten gehören.